# Eilema complanula
Eilema complanula là một loài bướm đêm thuộc phân họ Arctiinae, họ Erebidae.